# Giro del Lussemburgo 1989
Il Giro del Lussemburgo 1989, cinquantatreesima edizione della corsa, si svolse dal 7 all'11 giugno su un percorso di 595 km ripartiti in 5 tappe (la terza suddivisa in due semitappe), con partenza a Lussemburgo e arrivo a Diekirch. Fu vinto dall'olandese Michel Cornelisse della Panasonic-Isostar davanti al tedesco Darius Kaiser e all'olandese Eddy Schurer.

## Tappe
| Tappa  | Data      | Percorso                                     | km  | Vincitore di tappa | Leader cl. generale |
| ------ | --------- | -------------------------------------------- | --- | ------------------ | ------------------- |
| 1ª     | 7 giugno  | Lussemburgo > Lussemburgo                    | 64  | Mathieu Hermans    | Mathieu Hermans     |
| 2ª     | 8 giugno  | Lussemburgo > Dippach                        | 0   | Theo de Rooy       | Theo de Rooy        |
| 3ª-1ª  | 9 giugno  | Walferdange > Mondorf-les-Bains              | 142 | Jan Goessens       | Michel Cornelisse   |
| 3ª-2ª  | 9 giugno  | Lussemburgo > Feschmaart (cron. individuale) | 9,7 | Eric Vanderaerden  | Michel Cornelisse   |
| 4ª     | 10 giugno | Rosport > Bertrange                          | 184 | Roland Le Clerc    | Michel Cornelisse   |
| 5ª     | 11 giugno | Diekirch > Diekirch                          | 195 | Andrea Tafi        | Michel Cornelisse   |
| Totale | Totale    | Totale                                       | 595 |                    |                     |

## Dettagli delle tappe

### 1ª tappa
- 7 giugno: Lussemburgo > Lussemburgo – 64 km

| Pos. | Corridore         | Squadra    | Tempo    |
| ---- | ----------------- | ---------- | -------- |
| 1    | Mathieu Hermans   | Caja Rural | 1h28'30" |
| 2    | Michel Cornelisse | Panasonic  | s.t.     |
| 3    | Hendrik Redant    | Lotto      | s.t.     |

| Pos. | Corridore       | Squadra    | Tempo |
| ---- | --------------- | ---------- | ----- |
| 1    | Mathieu Hermans | Caja Rural |       |

### 2ª tappa
- 8 giugno: Lussemburgo > Dippach – 0 km

| Pos. | Corridore         | Squadra   | Tempo    |
| ---- | ----------------- | --------- | -------- |
| 1    | Theo de Rooy      | Panasonic | 4h58'34" |
| 2    | Eddy Schurer      | TVM       | a 7"     |
| 3    | Eric Vanderaerden | Panasonic | s.t.     |

| Pos. | Corridore    | Squadra   | Tempo |
| ---- | ------------ | --------- | ----- |
| 1    | Theo de Rooy | Panasonic |       |

### 3ª tappa - 1ª semitappa
- 9 giugno: Walferdange > Mondorf-les-Bains – 142 km

| Pos. | Corridore     | Squadra   | Tempo    |
| ---- | ------------- | --------- | -------- |
| 1    | Jan Goessens  | Domex     | 3h41'08" |
| 2    | Darius Kaiser | Stuttgart | s.t.     |
| 3    | Primož Čerin  | Carrera   | a 13"    |

| Pos. | Corridore         | Squadra   | Tempo |
| ---- | ----------------- | --------- | ----- |
| 1    | Michel Cornelisse | Panasonic |       |

### 3ª tappa - 2ª semitappa
- 9 giugno: Lussemburgo > Feschmaart (cron. individuale) – 9,7 km

| Pos. | Corridore         | Squadra      | Tempo  |
| ---- | ----------------- | ------------ | ------ |
| 1    | Eric Vanderaerden | Panasonic    | 11'56" |
| 2    | Eddy Schurer      | TVM          | a 22"  |
| 3    | Brian Holm        | Histor-Sigma | a 23"  |

| Pos. | Corridore         | Squadra   | Tempo |
| ---- | ----------------- | --------- | ----- |
| 1    | Michel Cornelisse | Panasonic |       |

### 4ª tappa
- 10 giugno: Rosport > Bertrange – 184 km

| Pos. | Corridore       | Squadra    | Tempo    |
| ---- | --------------- | ---------- | -------- |
| 1    | Roland Le Clerc | Caja Rural | 4h46'17" |
| 2    | Severin Kurmann | Eurocar    | a 4'15"  |
| 3    | Hendrik Redant  | Lotto      | a 9'13"  |

| Pos. | Corridore         | Squadra   | Tempo |
| ---- | ----------------- | --------- | ----- |
| 1    | Michel Cornelisse | Panasonic |       |

### 5ª tappa
- 11 giugno: Diekirch > Diekirch – 195 km

| Pos. | Corridore      | Squadra   | Tempo    |
| ---- | -------------- | --------- | -------- |
| 1    | Andrea Tafi    | Eurocar   | 5h26'51" |
| 2    | Theo de Rooy   | Panasonic | s.t.     |
| 3    | Miroslaw Uryga |           | a 3"     |

| Pos. | Corridore         | Squadra   | Tempo     |
| ---- | ----------------- | --------- | --------- |
| 1    | Michel Cornelisse | Panasonic | 20h47'48" |
| 2    | Darius Kaiser     | Stuttgart | a 9"      |
| 3    | Eddy Schurer      | TVM       | a 12"     |

## Classifiche finali

### Classifica generale
| Pos. | Corridore         | Squadra              | Tempo     |
| ---- | ----------------- | -------------------- | --------- |
| 1    | Michel Cornelisse | Panasonic-Isostar    | 20h47'48" |
| 2    | Darius Kaiser     | Stuttgart            | a 9"      |
| 3    | Eddy Schurer      | TVM-Van Schilt       | a 12"     |
| 4    | Jan Nevens        | Histor-Sigma         | a 49"     |
| 5    | Primož Čerin      | Carrera-Vagabond     | a 1'11"   |
| 6    | Leonardo Sierra   | Eurocar-Mosoca-Galli | a 1'43"   |
| 7    | Jan Goessens      | Domex-Weinmann       | a 2'09"   |
| 8    | Guy Rooms         | Mini-Flat-Isoglass   | a 4'42"   |
| 9    | Andrzej Polkosnik |                      | a 10'51"  |
| 10   | Andrea Tafi       | Eurocar-Mosoca-Galli | a 17'28"  |